# Pesem jeseni
Pesem jeseni je revija pevskih zborov, ki jo od leta 1966 prireja Zveza cerkvenih pevskih zborov - ZCPZ na Tržaškem, na kateri nastopajo odrasli zbori oziroma pevski zbori zrelih glasov in so jo leta 1999 preimenovali v Pesem jeseni.
Pesem jeseni je nastala z namenom, da bi spodbudili cerkvene zbore v najžlahtnejem duhu primorske tradicije k širjenju repertoarja tudi na priredbe ljudskih pesmi oziroma tudi na skladbe s posvetno vsebino. Tako si je ZCPZ zamislila tudi način, da bi pospešila in podprla stike med zbori, ki so navadno vezani le na kore v domačih cerkvah. 